# Humphrey Gilbert
Humphrey Gilbert, född omkring 1539 nära Paignton i Devon, död 9 september 1583 till havs utanför Azorerna, var en engelsk äventyrare som grundade den första engelska kolonin i Nordamerika. Han var även adelsman, armétjänsteman, medlem i parlamentet och en forskningsresande. Han var halvbror till Sir Walter Raleigh. Gilbert var gift med Anne Aucher och de hade sju barn tillsammans, sex söner och en dotter.

## Tidigt liv
Gilbert var den andre sonen till Otho och Katherine Gilbert av Compton och Greenway, Devonshire. Sir Henry Sidney blev hans mentor, och han utbildade sig vid Eton och Oxford University, där han lärde sig franska och spanska, och studerade även krigskonst och navigation. Han bosatte sig i  Inns of Chancery i London omkring 1560-61.
Gilberts antagna personliga motton var Quid non? (Varför inte?) och Mutare vel timere sperno (Jag föraktar förändring och rädsla), vilket visar hur han valde att leva sitt liv. Han var närvarande vid belägringen av Newhaven in Havre-de-grâce (le Havre), Normandie, där han skadades i juni 1563. I juli 1566 var han i tjänst i Irland under Sidney (då Lord Deputy) mot Shane O'Neill, men sändes senare under det året till England med rapporter till drottningen. (Se Koloniseringen av Irland och Tudors återerövring av Irland). Han kunde då visa upp sin A discourse of a discoverie for a new Passage to Cataia (publicerad i reviderad form 1576), som handlade om utforskandet av Nordvästpassagen genom Amerika till Asien, för drottningen. Han fortsatte att skriva en redogörelse om konstiga och turbulenta uppenbarelser som han hade fått under början av 1567, där han fick Salomon och Jobs vördnad och löften om att ge honom tillgång till hemlig kunskap. 

## Militär karriär i Irland
Gilbert återvände till Irland och efter att O'Neill mördats 1569, utsågs han till det olönsamma uppdraget som guvernör av Ulster och medlem av det irländska parlamentet. Det var vid denna tid han skrev en petition till drottningens huvudsekreterare, lord Burghley, för att få bli återkallad till England - "för mina ögons tillfrisknande" - men han hade fortfarande ambitioner i Irland, särskilt i Munster.

## Upptäcktsresa
Den 11 juni 1583 seglade han för andra gången med 5 skepp. 19 dagar senare kom bara 4 skepp fram till Nordamerika och startade en koloni. På sin väg tillbaka efter 2 veckor på kolonin sjönk hans skepp nära Azorerna. Han omkom 9 september 1583.